# نيكار ريزن لودفيغسبورغ
نيكار ريزن لودفيغسبورغ هو نادي لكرة السلة مقره في لودفيغسبورغ، ألمانيا.

## وصلات خارجية
- الموقع الرسمي (بالألمانية)